# Bundesstraße 392
De Bundesstraße 392 (kort: B392) is een Bundesstraße in de Duitsland deelstaat Mecklenburg-Voor-Pommeren.
De weg begint bij Crivitz en is 30,7 kilometer lang.

## Routebeschrijving
De B392 begint op een kruising met de  B 321 in
het oosten  Crivitz en loopt oostwaarts door Wessin, Kladrum en Zölkow om in het zuiden Goldberg te eindigen op een kruising met de B192. 

## Geschiedenis
De B392 ontstond op 1 januari 2016 door de omnummering van de toenmalige L15.